# SH!
SH! var en svensk rockgrupp, bildad 1983 och upplöst omkring 1990. 
Sångare, textförfattare och huvudsaklig kompositör i bandet var Staffan Hellstrand. Medlemmar var också Johan Nyström på trummor, Staffan Dahling på gitarr, Michael Carlson på bas och Gunnar Svensén på klaviaturinstrument. Carlson och Svensén lämnade gruppen 1988 och ersattes av Patrik Sventelius på bas och Håkan Eriksson på klaviaturer.
SH! gav ut tre album samt finns representerade på samlingsalbumet Staffan Hellstrand & SH! 85–92. De gjorde bland annat en hyllningslåt till författaren Ivar Lo-Johansson, "Lo", och en hatlåt om Östberlin.

## Medlemmar
Senaste medlemmar
- Staffan Hellstrand – sång, gitarr (1983–1990)
- Johan Nyström – trummor (1983–1990)
- Staffan Dahling – gitarr (1983–1990)
- Patrik Sventelius – basgitarr (1988–1990)
- Håkan Eriksson – keyboard (1988–1990)

Tidigare medlemmar
- Michael Carlson – basgitarr (1983–1988)
- Gunnar Svensén – keyboard (1983–1988)

## Diskografi
Studioalbum
- 1985 – Vad tyst det är
- 1986 – Svarta violer
- 1988 – Söndag

### Singlar
- 1984 – "Östberlin" / "Hypnos"
- 1984 – "Lilla pojk" / "Fyra skratt"
- 1985 – "Mitt i" / "Cadillac"
- 1986 – "Arbete utan logik" / "Där vildhundarna går"
- 1988 – "Anastasia" / "Våra kvällar hos stjärnorna"
- 1988 – "Lo" / "En ung madonna"
- 1989 – "Min dam" / "En sång för Julia"

Samlingsalbum
- 1994 – Staffan Hellstrand & SH! 85–92
- 1995 – Flashback #18